# Reggie Wyatt
Reginald "Reggie" Wyatt (ur. 17 września 1990) – amerykański lekkoatleta specjalizujący się w biegu na 400 metrów przez płotki.
W 2007 zdobył srebro mistrzostw świata juniorów młodszych w Ostrawie. Brązowy medalista mistrzostw panamerykańskich juniorów z 2009. W 2010 sięgnął po brąz młodzieżowych mistrzostw NACAC.
Złoty medalista mistrzostw NCAA.
Rekord życiowy: 48,58 (7 czerwca 2013, Eugene).

## Osiągnięcia
| Rok  | Impreza                               | Miejsce       | Lokata     | Wynik |
| ---- | ------------------------------------- | ------------- | ---------- | ----- |
| 2007 | Mistrzostwa świata juniorów młodszych | Ostrawa       | 2. miejsce | 50,33 |
| 2009 | Mistrzostwa panamerykańskie juniorów  | Port-of-Spain | 3. miejsce | 50,61 |
| 2010 | Młodzieżowe mistrzostwa NACAC         | Miramar       | 3. miejsce | 50,15 |